# Аргир Михайлов
Аргир Михайлов е виден български зограф от Македония, творил в XIX век.